# Cuthona abronia
Cuthona abronia är en snäckart som först beskrevs av Frank Mace MacFarland 1966.  Cuthona abronia ingår i släktet Cuthona och familjen Tergipedidae. Inga underarter finns listade i Catalogue of Life.